# Мосты любви
«Мосты любви» (англ. Bridges of Love) — филиппинский телесериал, в главных ролях снимались Маха Сальвадор, Пауло Авелино и Джерико Росалес. Он транслировался на ABS-CBN с 16 марта по 7 августа 2015 года.

## Сюжет
История рассказывает о жизни двух братьев, Гаэля и Карлоса, связанных обещанием всегда поддерживать друг друга, но разделённых несчастным случаем (Карлос потерялся). Карлос усыновлен богатым архитектором и разработчиком, и сам преуспевает. Гаэль возвращается к своим бедным родителям. Он растет, чтобы осуществить свою мечту: стать мостостроителем, и действительно, становится успешным и востребованным инженером. Они пересекаются уже взрослыми, но не узнают друг друга. Игрой судьбы, они воспылали любовью к одной и той же девушке .— Миа, величайшей любви Гаэля, и женщине, которая разбивает сердце Карлоса.

## В ролях

### Основной
- Маха Сальвадор - Мия Сандовал-Накпил
- Пауло Авелино - Карлос Антонио / Мануэль «JR» Накпил-младший
- Джерико Росалес - Габриэль «Гаэль» Накпил
- Эду Мансано - Лоренцо Антонио
- Кармина Вильярроэль - Алекса Мейерс Антонио

### Вторичный
- Антуанетта Таус - Камилла Панлилио
- Джанус дель Прадо - Ромуло "Мулой" Анджелес
- Изабель Оли-Пратс - Малая Кабрера-Накполь
- Лито Пиментел - Мануэль Накпил-старший
- Морин Маурисио - Марилен Мендоса-Накпил
- Малу де Гусман - Мананг Вида
- Уильям Лоренцо - Рамон Сандовал
- Макс Айгеннманн - Джорджина Каликс
- Джастин Куюган - Хенсон Ли
- Джон Манало - Мануэль «Трес» Накпил III
- Джопай Пагия - Венера де Кастро
- Джоросс Гамбоа - Тото Росалес
- Мэрилин Вильямайор - Чанда де Кастро
- Мануэль Чуа - Абнер Карилло
- Никка Валенсия - Тьянг Дэс Карилло

## Звуковая дорожка
- Pusong Ligaw - Майкл Пангилинан
- Ikaw Na Nga - Дэрил Онг

## Награды и номинации
| Год  | Награда                                   | Категория                                                | Получатель     | Результат |
| ---- | ----------------------------------------- | -------------------------------------------------------- | -------------- | --------- |
| 2015 | 1st GIC Innovative Awards for TV          | Самый инновационный телевизионный актер 2015 года        | Пауло Авелино  | Победа    |
| 2015 | PMPC Star Awards for Television           | Лучший прайм-тайм сериал                                 | Мосты любви    | Победа    |
| 2015 | PMPC Star Awards for Television           | Лучшая драматическая актриса                             | Маха Сальвадор | Победа    |
| 2015 | PMPC Star Awards for Television           | Лучший драматический актер                               | Пауло Авелино  | Номинация |
| 2015 | Golden Screen TV Awards                   | Выдающееся выступление актрисы в драматической программе | Маха Сальвадор | Номинация |
| 2015 | HAU's Paragala Central Luzon Media Awards | Лучшая актриса в сериале                                 | Маха Сальвадор | Победа    |
| 2016 | 14th Gawad Tanglaw Award 2016             | Лучший драматический актер                               | Пауло Авелино  | Победа    |
| 2016 | International Emmy Awards                 | Международная премия Эмми за лучшую теленовеллу          | Мосты любви    | Номинация |